# Concile de Séleucie
Ne doit pas être confondu avec Concile de Séleucie-Ctésiphon.
Le concile de Séleucie est un synode qui s'est réuni entre le 27 septembre 359 et le mois de décembre de cette même année dans la ville de Séleucie d'Isaurie (aujourd'hui Silifke en Turquie) dans l'ancienne province romaine de Cilicie, à la demande de l'empereur romain Constance II.  
Le concile de Séleucie réunit les évêques orientaux, tandis qu'un autre concile organisé au même moment à Rimini en Italie du Nord rassemble les évêques des provinces occidentales de l'Empire. À travers la réunion conjointe de ces deux assemblées, Constance II a pour objectif de résoudre les divisions dans l'Église nées de la controverse arienne en imposant une nouvelle formule de foi compatible avec l'arianisme.   
Si la majorité des évêques qui y participent se prononcent en faveur du symbole de Nicée, ceux-ci sont obligés d'adopter le nouveau credo au cours d'une assemblée suivante tenue le 1er janvier 360 à Constantinople.   

## Contexte historique
En 358, l'empereur romain Constance II demande la tenue de deux conciles, l'un réunissant les évêques occidentaux en Italie à Ariminum (l'actuelle Rimini) et l'autre rassemblant les évêques orientaux à Nicomédie, pour résoudre la controverse arienne sur la nature de la divinité de Jésus-Christ qui divisait l'Église du IVe siècle. 
À la suite d'un tremblement de terre survenu le 24 août 358 à Nicomédie, c'est finalement dans la ville de Séleucie d'Isaurie que se tient le concile des évêques orientaux,. 

## Le synode

### Contexte
Le concile de Séleucie s'ouvre le 27 septembre 359, quatre mois après le début du concile de Rimini. Au cours du mois de juillet précédent, la majorité des évêques assemblés ont rejeté le nouveau credo voulu par l'empereur et déposé plusieurs évêques ariens.
Une délégation de dix représentants emmenés par l'évêque Restutus de Carthage s'est rendue auprès de Constance II, qui refuse de la recevoir et confine ses membres à Nicée. Le 10 octobre, alors que se déroule toujours le concile de Séleucie, la délégation occidentale capitule et accepte le nouveau credo imposé par l'empereur.

### Participants
Le concile de Séleucie réunit selon les sources entre 150 et 160 évêques. Selon les historiographes chrétiens Socrate et Sozomène, les participants du concile se divisent en deux groupes : un premier, homéousien et majoritaire, qui compte dans ses rangs Basile d'Ancyre, et un second groupe, homéen et minoritaire, où figurent Acace de Césarée, Georges d'Alexandrie, Ouranios de Tyr, Eudoxe d'Antioche et trente-deux autres évêques. L'historien Philostorge paraît cependant ignorer l'existence de ce second groupe et présente le concile comme une opposition entre basiliens tenants de l'homoiousios et Aèce d'Antioche, partisan de l'hétéroousios, auquel il adjoint l'évêque Eudoxe.
L'évêque gallo-romain Hilaire de Poitiers, exilé en Phrygie depuis 356 et opposant à l'arianisme, participe également au concile de Séleucie aux côtés des évêques homéousiens. 
Le gouverneur d'Isaurie Bassidius Lauricius est également présent afin de sécuriser la tenue de l'assemblée, ainsi que le questeur Léonas, chargé de surveiller l'évolution des débats,. 

### Contenu des débats
Le concile se prononce à la fois sur des sujets liés aux charges pesant sur certains évêques orientaux et sur des questions théologiques liées à la nature de Jésus Christ et de son rapport à Dieu. Comme lors du concile de Rimini, le débat porte principalement sur l'adoption d'une nouvelle formule de foi rédigée au mois de mai précédent par les conseillers de l'empereur, compatible avec l'homéisme, qui soutient que le Fils est « semblable » au Père et non de « même substance » comme le défendait le symbole de Nicée. 
Les idées anoméennes d'Aèce sont débattues durant le concile et rejetées par une majorité de participants. Hilaire expose quant à lui ses thèses en faveur de l'homoiousisme et obtient l'unité des évêques partisans du symbole de Nicée. Le concile se prononce en faveur de la formule de foi des Encaénies datant du concile d'Antioche de 341, en opposition aux vœux de l’empereur. Défaits, les évêques partisans de l'homéisme quittent le concile avant sa fin. 
L'évêque Cyrille de Jérusalem, déposé par Acace de Césarée lors d'un synode en 357, est rétabli. Le concile prononce également la déposition d’Acace et de plusieurs autres évêques ariens.

## Conclusion du synode
Une majorité des participants du concile, qui s'achève à la fin de l'année 359, se prononce en faveur de la conception trinitaire du symbole de Nicée. Convoqués au cours d'un nouveau concile à Constantinople par Constance II, les évêques orientaux finissent cependant par accepter le credo pro-arien rédigé par les conseillers de l'empereur et auparavant accepté par les envoyés du concile de Rimini. Basile d'Ancyre est déposé de son siège. Eudoxe passe quant à lui du siège d'Antioche à celui de Constantinople, qui s'affirmait de plus en plus comme la nouvelle capitale impériale. 